# 梦百合
梦百合，原名恒康家居，是中国江苏省如皋市的一家家具生产商，也是梦百合杯的主办方。

## 历史
倪张根2003年5月回到故乡如皋，在家附近创立了江苏恒康家居科技有限公司。公司在2011年扩展境外业务，成立美国分公司。
2016年10月13日，恒康家居在上海证券交易所上市。2017年1月3日，公司改名为梦百合。

## 争议
成立时，美国梦百合公司分别由梦百合的子公司恒康香港和美国人Benjamin Folkins持股55%、45%。2016年底，Benjamin Folkins认为梦百合与美国梦百合存在竞争关系，打算退出，索要梦百合300多万美元，遭梦百合拒绝。此后，Benjamin Folkins将梦百合、恒康香港和倪张根告上法庭，后者反诉。2022年2月10日梦百合表示，美国法院判梦百合、子公司恒康香港、倪张根共赔偿被告1727.41万美元，而梦百合方将会上诉。